# Болоняно
Болоня̀но (на италиански: Bolognano) е село и община в Южна Италия, провинция Пескара, регион Абруцо. Разположено е на 276 m надморска височина. Населението на общината е 1195 души (към 2010 г.).